# Finsler-variëteit
In de differentiaalmeetkunde, een deelgebied van de wiskunde, is een Finsler-variëteit een differentieerbare variëteit samen met de structuur van een intrinsieke quasimetrische ruimte, waar de lengte van enige rectificeerbaare kromme
γ:[a,b]→M
wordt gegeven door de lengtefunctionaal
{\displaystyle L[\gamma ]=\int _{a}^{b}F(\gamma (t),{\dot {\gamma }}(t))\,dt,}
waar F(x,·) een Minkowski-norm (of ten minste een asymmetrische norm) op elke raakruimte TxM is. Finsler-variëteiten veralgemenen Riemann-variëteiten door niet langer aan te nemen dat deze infinitesimaal Euclidisch zijn in de zin dat de (asymmetrische) norm op elke raakruimte wordt geïnduceerd door een inwendig product (metrische tensor).
Finsler-variëteiten werden in een publicatie uit 1934 door Élie Cartan vernoemd naar de Duitse wiskundige Paul Finsler.

## Voetnoten
1. ↑  (en)  Paul Finsler op MacTutor